# Adolfo
Adolfo is een gemeente in de Braziliaanse deelstaat São Paulo. De gemeente telt 3.710 inwoners (schatting 2009).